# 余琦 (成化进士)
余琦（1445年—？），字世徵，福建興化府莆田縣人，民籍，明朝政治人物。進士出身。

## 生平
早年出身平海衛學生，福建鄉試第三十五名舉人。成化十一年（1475年）登乙未科第三甲第二名進士。歷江西按察司僉事，丁憂去職。服闕，改浙江按察司僉事。弘治九年考察，勒令冠帶閒住。

## 家族
曾祖父余伯永。祖父余從舉。父亲余用和。